# كوتشلوي سفلي
كوتشلوي سفلي هي قرية في مقاطعة شوط‌، إيران. يقدر عدد سكانها بـ 29 نسمة بحسب إحصاء 2016.